# Wojewódzki Urząd Bezpieczeństwa Publicznego w Olsztynie
Wojewódzki Urząd Bezpieczeństwa Publicznego w Olsztynie (WUBP Olsztyn) – jednostka terenowa Ministerstwa Bezpieczeństwa Publicznego, funkcjonująca na terenie województwa olsztyńskiego w latach 1945-1954.
Siedziba WUBP mieściła się w Olsztynie przy ul. Dąbrowszczaków 44.  W latach 1945–1956 WUBP w Olsztynie podlegały PUBP/PUds.BP: w Bartoszycach, Braniewie, Giżycku, Kętrzynie, Lidzbarku Warmińskim, Morągu, Nidzicy, Ostródzie, Pasłęku, Piszu, Reszlu, Suszu, Szczytnie, i Węgorzewie.

## Kierownictwo (szefostwo) WUPB w Olsztynie
Kierownicy (szefowie):
- Józef Światło (p.o. szefa 1945-1945)[2]
- Henryk Palka (p.o. szefa 1945-1949[3])
- Antoni Punda (1949-1950)[4]
- Franciszek Szlachcic (1950-1953)[5]
- Kuźma Romaniuk (1953-1955)[6]

## Jednostki podległe
- PUBP w Bartoszycach
  - Kierownik (szef):

- PUBP w Braniewie.
  - Kierownik (szef):

- PUBP w Giżycku
  - Kierownik (szef):

- PUBP w Kętrzynie
  - Kierownik (szef):

- PUBP w Lidzbarku Warmińskim
  - Kierownik (szef):

- PUBP w Morągu
  - Kierownik (szef):

- PUBP w Nidzicy
  - Kierownik (szef):

- PUBP w Ostródzie
  - Kierownik (szef):

- PUBP w Pasłęku
  - Kierownik (szef):

- PUBP w Piszu
  - Kierownik (szef):

- PUBP w Reszlu
  - Kierownik (szef):

- PUBP w Suszu
  - Kierownik (szef):

- PUBP w Szczytnie
  - Kierownik (szef):

- PUBP w Węgorzewie
  - Kierownik (szef):